# Erik Janiš
Erik Janiš, född 23 september 1987 i Olomouc, Tjeckien, är en tjeckisk racerförare.

## Racingkarriär
Janiš inledde sin karriär i Formel BMW ADAC 2003, där han blev tolva, men sedan följde några års paus innan han 2007 körde några tävlingar i International Formula Master. Han gjorde även några race för Tjeckien i A1GP innan han 2008 körde i F3 Euroseries. Han slutade tjugoetta i huvudserien, men vann tack vare en enorm jämnhet rookiemästerskapet framför Mika Mäki (fyra totalt) och Jules Bianchi (trea även i huvudserien).